# Cole Hauser
Cole Kenneth Hauser (ur. 22 marca 1975 w Santa Barbara) – amerykański aktor filmowy i telewizyjny.

## Życiorys
Urodził się w Santa Barbara w Kalifornii jako syn Cass Warner Sperling, która założyła wytwórnię filmową Warner Sisters, wnuczki Harry’ego M. Warnera, i aktora Wingsa Hausera. Jego ojciec był pochodzenia niemieckiego, irlandzkiego, belgijskiego (walońskiego) i francuskiego, a jego matka pochodziła z rodziny żydowskiej (z Austrii, Rosji i Polski). W 1977, kiedy miał dwa lata jego rodzice rozwiedli się. Ma dwie przyrodnie siostry – starszą Tao i młodszą Vanessę oraz młodszego brata przyrodniego Jesse’go. Poznał swojego ojca po raz pierwszy w wieku około 15 lat i przez krótki czas mieszkał z nim.
Początkowo chciał zostać profesjonalnym piłkarzem. Został przyjęty do wyselekcjonowanego kręgu talentów na letnim obozie talentów w Nowej Anglii, a następnie zdobył główną rolę w spektaklu Dark of the Moon, który przyniósł mu owacje na stojąco za jego występ. W wieku 16 lat opuścił szkołę średnią, aby rozpocząć karierę aktorską.
W 1992 zadebiutował w dramacie sportowym Więzy przyjaźni (School Ties) u boku Brendana Frasera, Matta Damona, Chrisa O’Donnella i Bena Afflecka. Rok potem zagrał w komediodramacie Richarda Linklatera Uczniowska balanga (Dazed and Confused, 1993).
W 1999 w Austin w Teksasie, w domu Matthew McConaugheya, był aresztowany i oskarżony o posiadanie marihuany, później postępowania w procesie karnym umorzono.
22 grudnia 2006 poślubił Cynthię Daniel, z którą ma trójkę dzieci: dwóch synów - Colta (ur. 2004) i Rylanda (ur. 12 czerwca 2008) oraz córkę Steely Rose (ur. 2013).

## Filmografia

### Filmy fabularne
- 1992: Więzy przyjaźni (School Ties) jako Jack Connors
- 1993: Uczniowska balanga (Dazed and Confused) jako Benny O’Donnel
- 1995: Studenci (Higher Learning ) jako Scott Moss
- 1997: Buntownik z wyboru (Good Will Hunting) jako Billy McBride
- 1998: Kraina Hi-Lo (The Hi-Lo Country) jako mały chłopak Matson
- 2000: Pitch Black jako William J. Johns
- 2000: Zwycięski gol (A Shot at Glory) jako Kelsey O'Brian
- 2000: Kraina tygrysów (Tigerland) jako sierżant Cota
- 2002: Wojna Harta (Hart's War) jako sierżant Vic W. Bedford
- 2002: Biały oleander (White Oleander) jako Ray Pruitt
- 2003: Łzy słońca (Tears Of The Sun) jako James „Red” Atkins
- 2003: Za szybcy, za wściekli (2 Fast 2 Furious) jako Carter Verone
- 2004: Paparazzi jako Bo Laramie
- 2005: Jaskinia (The Cave) jako Jack McAllister
- 2005: Brudne sprawy (Dirty) jako porucznik
- 2006: Sztuka zrywania (The Break-Up) jako Lupus Grobowski
- 2013: Szklana pułapka 5 (A Good Day to Die Hard) jako Mike Collins
- 2013: Olimp w ogniu (Olympus Has Fallen) jako agent Roma
- 2014: Transcendencja (Transcendence) jako pułkownik Stevens
- 2014: Jarhead. Żołnierz piechoty morskiej (Jarhead) jako Fox

### Seriale TV
- 2004: Ostry dyżur (ER) jako Steve Curtis
- 2007–2008: K-Ville jako Trevor Cobb
- 2010: Chase jako Jimmy Godfrey
- 2018: Yellowstone jako Rip Wheeler

## Nagrody i nominacje
| Rok  | Nagroda                   | Kategoria                    | Film            | Rezultat  |
| ---- | ------------------------- | ---------------------------- | --------------- | --------- |
| 2001 | Independent Spirit Awards | Najlepszy aktor drugoplanowy | Kraina tygrysów | Nominacja |
| 2003 | Young Hollywood Awards    | Przełomowa rola męska        | –               | Wygrana   |